# Шиловщина
Шиловщина — деревня в Гдовском районе Псковской области России. Входит в состав городского поселения «Гдов» Гдовского района.
Расположена на берегу Чудского озера, в 2 км к западу от центра города Гдова.

## Население
Численность населения деревни по оценке на 2000 год составляет 5 человек, по переписи 2002 года — 2 человека.

## История
До 2005 года деревня входила в состав ныне упразднённой Гдовской волости.